# Ferdinand Foch
Ferdinand Foch (ur. 2 października 1851 w Tarbes, zm. 20 marca 1929 w Paryżu) – francuski dowódca i teoretyk wojskowy, dowódca wyższych związków taktycznych armii francuskiej, marszałek Francji (1918), marszałek polny  Wielkiej Brytanii (1919) i marszałek Polski (1923), szef Sztabu Generalnego, przewodniczący Rady Wojennej Sprzymierzonych, naczelny wódz Sił Sprzymierzonych.

## Życiorys

### Dzieciństwo i młodość
Urodził się 2 października 1851 roku w Tarbes – miejscowości leżącej w rejonie Midi-Pyrénées, w departamencie Hautes-Pyrénées u podnóża Pirenejów. Syn urzędnika, prawnuk oficera z armii Napoleona Bonaparte, wychowywany był w atmosferze kultu tradycji napoleońskich. Kształcił się w jezuickich kolegiach św. Michała w Saint-Étienne i św. Klemensa w Metz. Po rozpoczęciu wojny francusko-pruskiej w 1870 roku wstąpił ochotniczo do wojska do 4. Pułku Piechoty (ranny, trafił do prowizorycznego szpitala, który zorganizowano w Théâtre de l’Odéon, gdzie opiekowała się nim Sarah Bernhardt). Zdemobilizowany w marcu 1871 roku rozpoczął naukę na politechnice w Paryżu.

### Służba wojskowa
Ukończył Oficerską Szkołę Inżynieryjną Artylerii. Stopień oficerski otrzymał we wrześniu 1874 roku, służąc w 24. Pułku Artylerii. W 1887 roku ukończył Akademię Sztabu Generalnego (ASG). W latach 1887–1889 służył w 3. Oddziale Sztabu Generalnego. Od 1890 roku był wykładowcą strategii ogólnej w ASG. Napisał szereg rozpraw wojskowo-teoretycznych o wykorzystaniu taktyki Napoleona we współczesnych warunkach. W latach 1895–1901 profesor ASG, w 1901 roku odwołany za klerykalizm. Następnie został pomocnikiem dowódcy 20. Pułku Artylerii.
Znany był z głębokiego przywiązania do wiary katolickiej, co w świeckiej Francji było nierzadko przeszkodą w zrobieniu kariery wojskowej. Mimo to został w 1903 roku awansowany do stopnia pułkownika i objął dowództwo 35. Pułku Artylerii, zaś w 1905 roku otrzymał stopień generała brygady z wyznaczeniem na komendanta ASG. Od 1911 roku dowódca 14. Dywizji, od roku 1912 – 8. Korpusu Armijnego (KA), a od roku 1913 – 20. Korpusu Armijnego, na czele którego rozpoczął udział w I wojnie światowej w składzie 2. Armii.

### I wojna światowa
Od 28 sierpnia 1914 roku Foch pełnił funkcję dowódcy Grupy Armijnej w składzie 9. i 11. KA, 42. Dywizji Piechoty i 2. Dywizji Kawalerii. 4 września tego roku grupa ta została przemianowana w 9. Armię. W czasie bitwy nad Marną dowodzona przez niego armia wykazała dużą waleczność i opór. 4 października wyznaczony na pomocnika Naczelnego Dowódcy gen. Josepha Joffre'a, z zadaniem koordynowania działań wszystkich armii działających na północy Francji.
Będąc w czasie I wojny światowej zwolennikiem działań ofensywnych sprawił, że wielu żołnierzy z jego 20. Korpusu zginęło w sierpniu 1914 roku od ognia niemieckich karabinów maszynowych. W prowadzonych operacjach nie stosował manewru i prowadził operacje całym frontem, spychając wojska niemieckie na kolejne pozycje, co prowadziło do dużych strat w ludziach i technice.

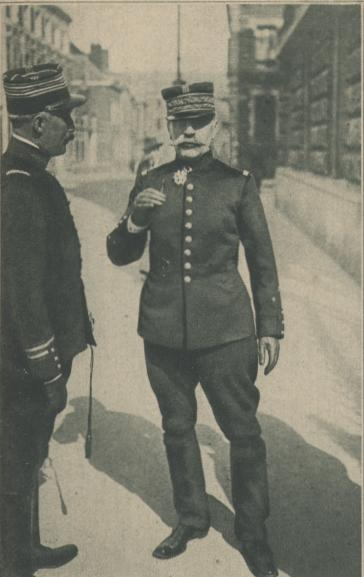
Gen. Ferdinand Foch w 1916 r.

W listopadzie 1914 roku brał udział w bitwie pod Ypres, podczas której koordynował działania oddziałów sojuszniczych armii. W styczniu 1915 roku został wyznaczony na dowódcę Północnej Grupy Armii, z którą brał udział w operacjach zaczepnych, m.in. dowodził ofensywą w Artois, a w okresie lipiec – listopad 1916 roku uczestniczył w bitwie nad Sommą.
Po odejściu ze stanowiska gen. Joffre'a w grudniu 1916 roku został zwolniony z obowiązków dowódczych i z grupą oficerów skierowany do opracowania planu działań w wypadku naruszenia neutralności Szwajcarii. W styczniu 1917 roku przedstawił projekt planu, który został zatwierdzony. Od stycznia do marca 1917 roku czasowo dowodził 7. i 8. Armią. W kwietniu 1917 roku przebywał z misją we Włoszech, gdzie uzgadniano warunki wejścia wojsk angielskich i francuskich do tego kraju, na wypadek konieczności. 5 maja 1917 roku wyznaczony na stanowisko szefa Sztabu Generalnego. W styczniu 1918 roku, oprócz stanowiska szefa Sztabu Generalnego, został wyznaczony na przewodniczącego Rady Wojennej Sprzymierzonych. Od marca 1918 roku był koordynatorem działań wojsk Sprzymierzonych na Zachodnim Froncie. We wrześniu 1918 roku przeprowadził udaną kontrofensywę nad Sommą, która zdecydowała o pokonaniu Niemiec.

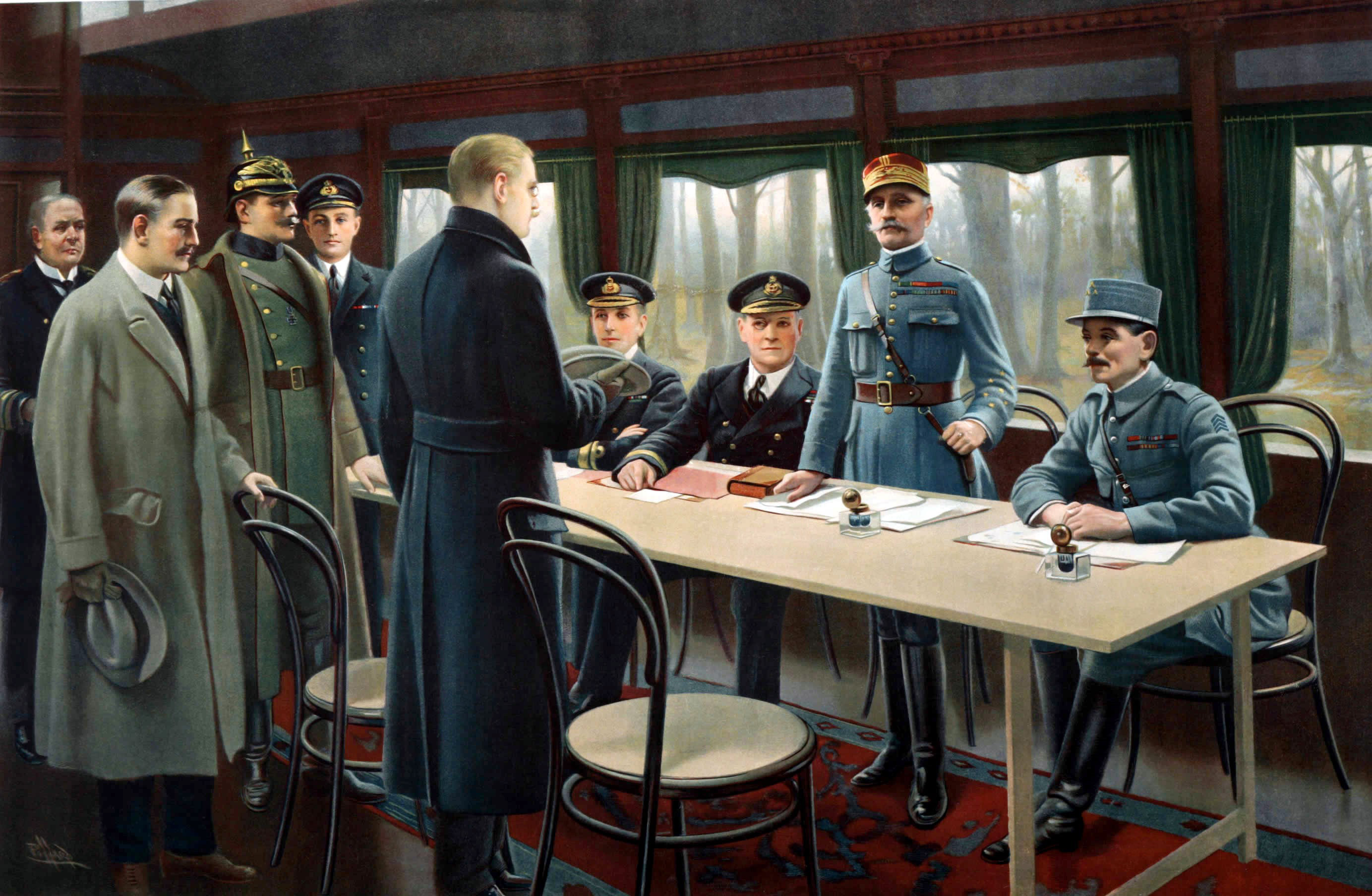
Podpisanie rozejmu w Compiègne w 1918 r. (marsz. Ferdinand Foch drugi z prawej)

W czasie kryzysu na froncie w marcu i maju 1918 roku, kiedy wojska niemieckie zagrażały Paryżowi, pokazał silny charakter, odwagę i gotowość do brania na siebie odpowiedzialności. Dzięki tym cechom doprowadził do zakończenia działań wojennych i zawarcia pokoju. Był głównym przedstawicielem Francji w rozmowach dotyczących zawieszenia broni w listopadzie 1918 roku, osobiście dyktując stronie niemieckiej warunki zawieszenia broni. Jako naczelny wódz wszystkich sił Sprzymierzonych na froncie zachodnim podpisał w rozejm w Compiègne kończący działania wojenne z Niemcami 11 listopada 1918 roku. Jego rola w ostatecznym zwycięstwie nad koalicją państw centralnych jest trudna do przecenienia.

### Okres powojenny
W latach 1918–1920 był jednym z organizatorów interwencji wojskowej w Rosji Radzieckiej. Od 1919 roku był prezydentem Wyższej Rady Wojennej. Gdy podpisano traktat wersalski wypowiedział się o nim następująco: "To nie pokój, lecz zawieszenie broni na dwadzieścia lat".
Był nieprzejednanym wrogiem Niemiec, dążył do ostatecznego ich zniszczenia, by już więcej nie zagrażały Europie. Planował wspólne uderzenie wraz z Polską na Niemcy, które miało polegać na "przecięciu" Niemiec na pół, a potem osobnym pacyfikowaniu części północnej i południowej.
Był autorem książki O prowadzeniu wojny, Wspomnienia (wojna 1914–1918). Zmarł 20 marca 1929 roku w wieku 78 lat w Paryżu. Został pochowany w paryskim Kościele Inwalidów. Mowę pogrzebową wygłosił francuski prezydent czasu wojny Raymond Poincaré.

### Związki z Polską
Lekarzem rodziny Foch był Polak o nazwisku Michałowski, który mając szesnaście lat wziął udział w powstaniu styczniowym, a po jego klęsce emigrował do Francji i osiadł w Montpellier.
Foch znany był jako przyjaciel Polski. Swą zdecydowaną postawą (m.in. groźbą interwencji zbrojnej) wymusił na rządzie niemieckim przerwanie kontrofensywy przeciwko powstańcom wielkopolskim.
5 lutego 1921 roku w szkole wojskowej w Saint-Cyr Józef Piłsudski odpiął ze swego munduru własny krzyż Virtuti Militari, udekorował nim Marszałka Focha i wygłosił następujące przemówienie (zamieszczone w Monitorze Polskim z 7 lutego 1921 r.):
"Znajduję się na tej ziemi francuskiej, zaprzyjaźnionej z Polską, którą z radością reprezentuję, w charakterze Prezydenta Republiki. Jednakże w obecności Wielkiego Wodza, który potrafił odnieść zwycięstwo wśród najtrudniejszych warunków, nie mogę zapomnieć, że jestem żołnierzem. Jako żołnierz podziwiałem i podziwiam olbrzymie dzieło, jakiego dokonałeś, biorąc na swoje barki tak olbrzymią odpowiedzialność. I dlatego dziś z uczuciem głębokiej radości ofiaruję Ci krzyż „Virtuti Militari”, ten krzyż, który jest mi tak drogi, a który nosiłem na swojej piersi, jako Naczelny Wódz Armii Polskiej."

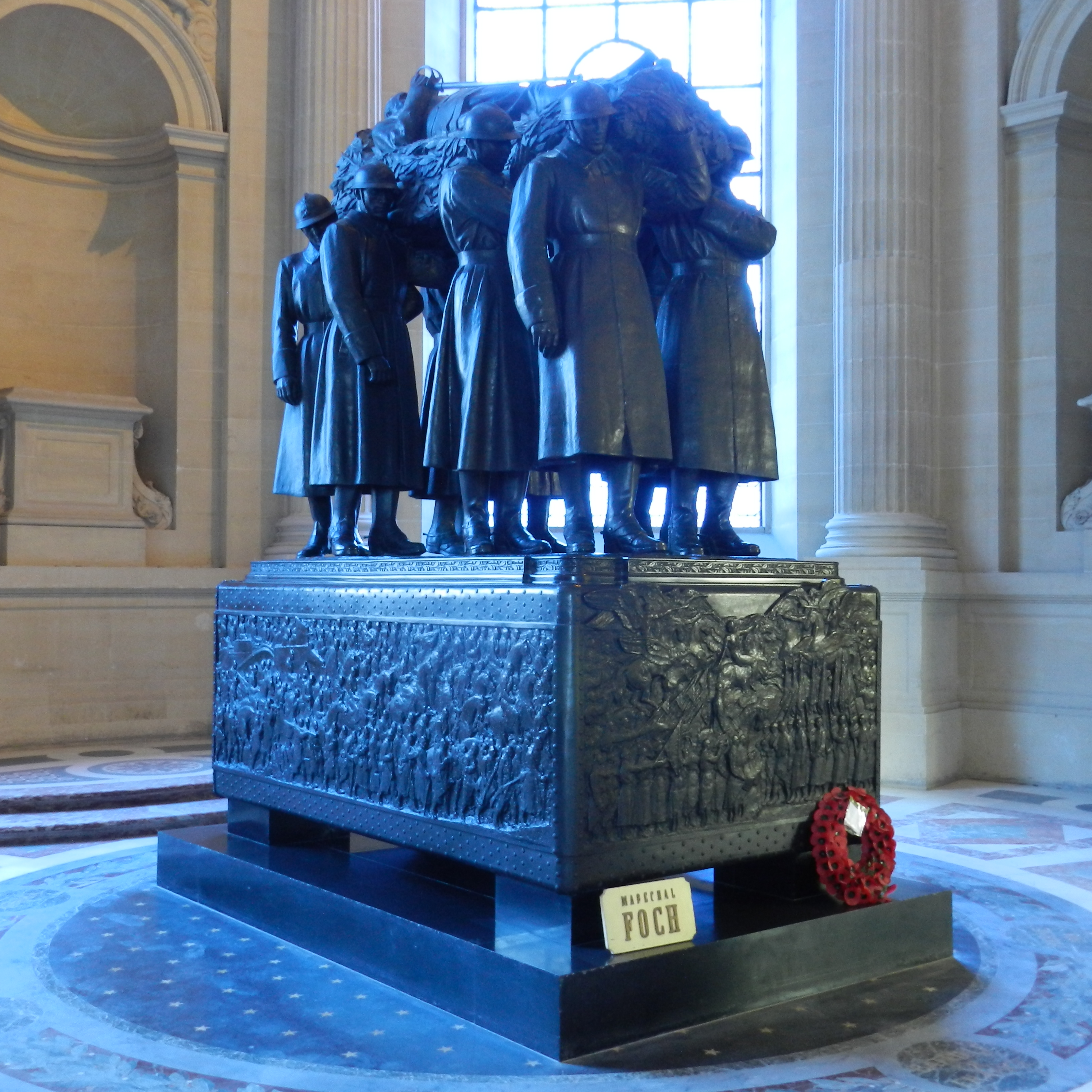
Sarkofag Marszałka Focha w Kościele Inwalidów w Paryżu

W piątek 13 kwietnia 1923 roku Prezydent RP Stanisław Wojciechowski, na wniosek Ministra Spraw Wojskowych generała dywizji Kazimierza Sosnkowskiego i uchwały Rady Ministrów, nadał Ferdinandowi Fochowi tytuł marszałka Polski.
W środę 2 maja 1923 roku o godz. 7.25 na dworcu kolejowym w Dziedzicach generał Sosnkowski w imieniu Rady Ministrów przywitał marszałka Ferdinanda Focha przemówieniem „(…) Przy pierwszym kroku Pańskim w Polsce Panie marszałku Foch, Marszałku Francji i Marszałku Anglii, mam honor wręczyć Ci dekret mianowania Pana Marszałkiem Polski, a jako widoczny symbol tej godności buławę Marszałkowską, którą Prezydent Rzeczypospolitej polecił mi doręczyć w jego imieniu” po czym wręczył dekret i buławę. Następnego dnia na placu Saskim w Warszawie Marszałek Foch wziął udział w uroczystym odsłonięciu pomnika księcia Józefa Poniatowskiego. Tego samego dnia o godz. 3.15 na lotnisku mokotowskim w Warszawie wylądowała francuska eskadra w składzie sześciu samolotów Breguet XIV.
W piątek 4 maja:
- godz. 9.20 wizytował Szkołę Podchorążych Piechoty,
- godz. 10.00 w Belwederze został odznaczony przez Prezydenta RP Krzyżem Wielkim Orderu Wojennego Virtuti Militari,
- godz. 11.00 wizytował Wyższą Szkołę Wojenną i Wyższą Szkołę Intendentury,
- dziesięć minut spędził w „Zachęcie”,
- zwiedził Muzeum Wojska Polskiego, gdzie był mile zdziwiony widokiem swojego portretu, na którym był przepasany wstęgą orderu Virtuti Militari,
- godz. 14.00 w Belwederze był podejmowany śniadaniem przez Prezydenta Wojciechowskiego,
- wieczorem na Zamku Królewskim był podejmowany obiadem przez Ministra Spraw Wojskowych generała Sosnkowskiego[10].

W sobotę 5 maja w Sztabie Generalnym, w towarzystwie szefa Francuskiej Misji Wojskowej w Polsce generała Charlesa Josepha Duponta wziął udział w konferencji z marszałkiem Piłsudskim. W przerwie konferencji wziął udział w śniadaniu wydanym na jego cześć przez Ministra Spraw Zagranicznych Aleksandra Skrzyńskiego w pokojach Pałacu Potockich.
11 maja odbyła się w auli Politechniki Lwowskiej uroczystość nadania doktoratu honoris causa marszałkowi Francji Ferdinandowi Fochowi. Wydarzeniu temu nadano szczególnie uroczysty charakter, całe grono wystąpiło we frakach, u wrót uczelni witali Focha rektor Julian Fabiański i prorektor Maksymilian Tytus Huber, oni też w auli wygłosili odpowiednie przemówienia. W imieniu młodzieży przemawiał, w mundurze kapitana Wojska Polskiego, były prezes Bratniej Pomocy, Jan Nawrocki. Kiedy marszałek opuszczał gmach, rozentuzjazmowana młodzież studencka wyprzęgła konie i pociągnęła karetę przy pomocy lin ulicami Sapiehy i Kopernika, wśród wiwatujących gęstych szpalerów ludności do ratusza.
Otrzymał także tytuły doktora honoris causa Uniwersytetu Jagiellońskiego (1918), Uniwersytetu Warszawskiego (1921), Uniwersytetu Poznańskiego (1923) oraz Uniwersytetu i Politechniki Lwowskiej (1923). Ferdinandowi Fochowi przyznano tytuły: Honorowego Obywatela Lwowa, Honorowego Obywatela miasta stołecznego Warszawy 19 kwietnia 1923 roku, honorowego obywatela Torunia (kwiecień 1923), Honorowego Obywatela Grudziądza (26 kwietnia 1923, mimo iż nigdy w Grudziądzu nie był).

## Upamiętnienie

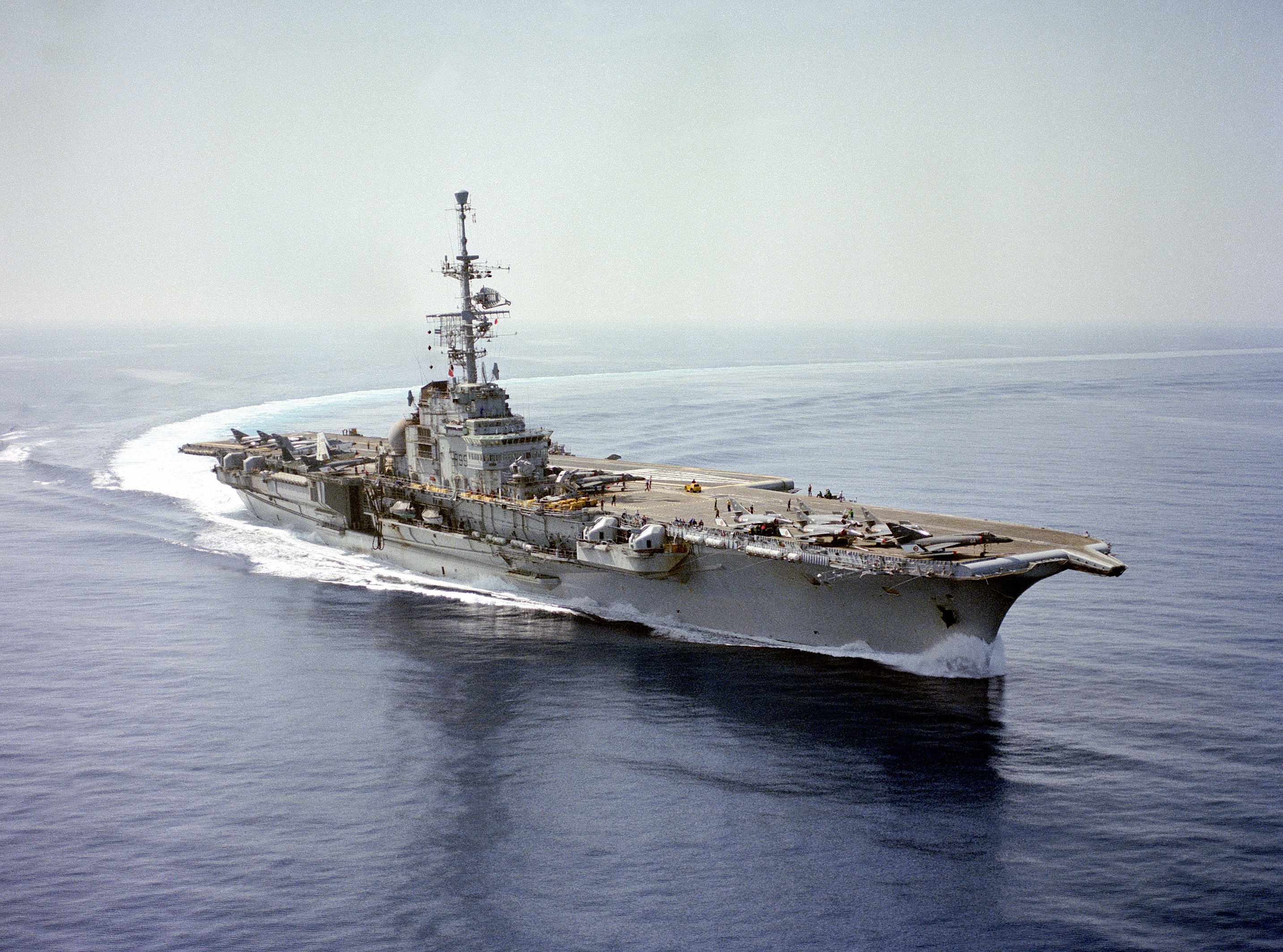
Lotniskowiec Francuskiej Marynarki Wojennej – „Foch”.

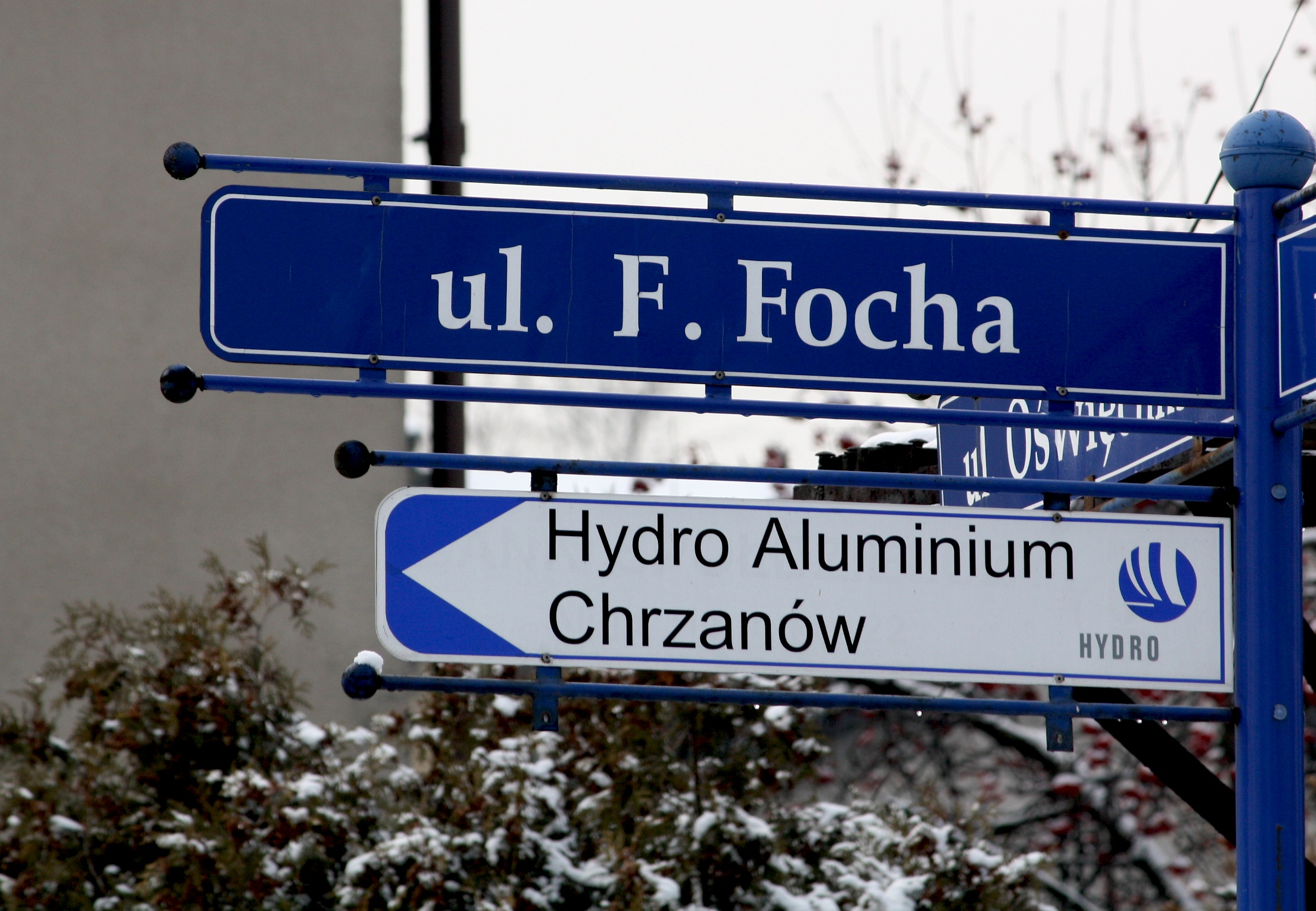
ulica Ferdynanda Focha w Chrzanowie

Imieniem Ferdynanda Focha nazwano francuskie ulice m.in. w: Paryżu i Nicei oraz polskie w: Bydgoszczy, Chełmnie (obecnie Grudziądzka), Chrzanowie, Gdańsku, Gdyni, Częstochowie, Grudziądzu, Krakowie, Nowym Dworze Mazowieckim, Ostrowcu Świętokrzyskim, Poznaniu (obecnie Głogowska), Pruszkowie, Przemyślu, Radomiu,Tarnowie (obecnie Bema) oraz Toruniu (obecnie Ludwika Waryńskiego). Od 2018 roku w Poznaniu istnieje Skwer im. Ferdynanda Focha (uroczystego nadania nazwy dokonali wiceprezydent miasta Jędrzej Solarski oraz ambasador Francji Pierre Lévy). W okresie przedwojennym gdyńskie Wzgórze Św. Maksymiliana nosiło nazwę: Wzgórze Focha.
Przed II wojną światową ulicę marsz. Ferdinanda Focha posiadały również Warszawa i Kielce. Po blisko 60 latach stolica Polski ma ponownie ulicę, której patronem jest marszałek – taką decyzję w styczniu 2010 roku podjęli stołeczni radni, a 1 czerwca 2010 roku prezydent Hanna Gronkiewicz-Waltz i ambasador Francji Francois Barry Delongchamps uroczyście nadali nazwę ulicy Focha przedłużeniu ul. Trębackiej do Ossolińskich.
Na wniosek francuskiego personelu kopalni Knurów w dniu 17 września 1922 roku szyb IV nazwano imieniem marszałka. Kopalnię tę po 2000 roku połączono z sąsiednią Kopalnią Węgla Kamiennego Szczygłowice. Obecnie jako Kopalnia Węgla Kamiennego Knurów-Szczygłowice wchodzi w skład Jastrzębskiej Spółki Węglowej S.A.
Imieniem marszałka Focha nazwano okręt Francuskiej Marynarki Wojennej – lotniskowiec typu Clemenceau – „Foch”.
W czeskim mieście Čáslav został ustawiony pomnik Ferdinanda Focha, który po ustanowieniu protektoratu Czech i Moraw został usunięty przez Niemców w sierpniu 1939 roku. Pomniki konne marszałka znajdują się m.in. w Cassel, na Trocadéro w Paryżu, w Tarbes oraz w Londynie. Pełnopostaciowy kamienny monument znajduje się  w Compiègne oraz stalowy w Knurowie.
Ukazany został w filmach fabularnych, m.in. w Na Zachodzie bez zmian (Im Westen nichts Neues) z 2022, gdzie zagrał go Thibault de Montalembert.

## Ordery i odznaczenia
- Krzyż Wielki Orderu Legii Honorowej (Grand Croix Légion d'honneur, 8 października 1915)[24]
- Wielki Oficer Orderu Legii Honorowej (Grand Officier Légion d'honneur, 18 września 1914)
- Komandor Orderu Legii Honorowej (Commandeur Légion d'honneur, 31 grudnia 1913)
- Oficer Orderu Legii Honorowej (Officier Légion d'honneur, 11 lipca 1908)
- Kawaler Orderu Legii Honorowej (Chevalier Légion d'honneur, 9 lipca 1892)
- Medal Wojskowy (Médaille militaire, 21 grudnia 1916, Francja)[24]
- Krzyż Wojenny 1914–1918 (Croix de Guerre, Francja)[24]
- Oficer Orderu Palm Akademickich (Officier L'Ordre des Palmes académiques, Francja)[24]
- Medal pamiątkowy wojny 1870–1871 (Médaille commémorative de la Guerre 1870–1871, Francja)[24]
- Medal Pamiątkowy Wielkiej Wojny (Francja)[24]
- Order Orła Białego (15 kwietnia 1923, Polska)[24]
- Krzyż Wielki Orderu Wojskowego Virtuti Militari nr 2 (14 czerwca 1923, Polska)[24][25]
- Krzyż Srebrny Orderu Wojskowego Virtuti Militari nr 7 (1921, Polska)[24][26]
- Krzyż Walecznych – czterokrotnie (1921, Polska)[24][27]
- Krzyż Wielki Orderu Łaźni (Grand Cross Order of the Bath, Wielka Brytania)[24]
- Order Wybitnej Służby (Distinguished Service Order, Wielka Brytania)[24]
- Order Zasługi (Order of Merit, Wielka Brytania)[24]
- Wielka Wstęga Orderu Leopolda (Grand-Cordon Ordre de Léopold, Belgia)[24]
- Krzyż Wojskowy (Belgia)[24]
- Krzyż Wojenny (Belgia)[24]
- Medal Izery (Belgia)[24]
- Order Świętego Jerzego II klasy (Орден Святого Георгия, 1916, Imperium Rosyjskie)
- Order Pogromcy Niedźwiedzia I klasy (Lāčplēša Kara ordenis, Łotwa)[24]
- Wielka Wstęga Orderu Alawitów (Grand Cordon Ordre de l'Ouissam Alaouite, Maroko)
- Medal Sił Lądowych za Wybitną Służbę (USA)
- Wielka Wstęga Orderu Lwa Białego (Czechosłowacja)[24]
- Krzyż Wojenny (Czechosłowacja)[24]
- Krzyż Wielki Orderu Zbawiciela (Grecja)[24]
- Krzyż Wielki Orderu Karola III (Hiszpania)[24]
- Wielka Wstęga Orderu Wschodzącego Słońca (Japonia)[24]
- Krzyż Wielki Orderu Danebroga (Dania)[24]
- Krzyż Wielki Orderu Wieży i Miecza (Portugalia)[24]
- Krzyż Wielki Orderu Daniły I (Czarnogóra)[24]
- Wielka Wstęga Orderu Wojskowego (Włochy)[24]
- Krzyż Wojenny (Włochy)[24]
- Krzyż Wielki Orderu Orła Białego (Jugosławia)[24]
- Medal Waleczności Miloša Obilića (Jugosławia)[24]
- Order Wojskowy Ramy (Syjam)[24]
- Medal Solidarności (Panama)[24]